# 鉄骨!DASH!!
『鉄骨!DASH!!』（てっこつダッシュ）とは木更津ケーブルテレビ（現・ジェイコム千葉）でかつて放送されていたテレビ番組である。『ザ!鉄腕!DASH!!』（日本テレビ）のパロディ的番組。
1999年当時、木更津ケーブルテレビの31チャンネル（現在は廃止されている）で日曜日17:30から放送されていた。

## 概要
メイン出演者は、さまざまな企画に挑戦する通称「鉄骨5人衆」。彼らはTOKIQ（トキキュー）と呼ばれ、TOKIOのメンバーに顔がそっくりではあるが長瀬似がミャンマー人だったり、国分太一似が女性だったり、松岡昌宏似が子供で3人もいたりとどれもバラエティに富んでいた。出演時には本名とTOKIOメンバーの姓をかけ合せた名前になっていた（例：長瀬の場合「長瀬ココ」、国分の場合「国分恵」。両者とも名前は本名と同じ）。ただし松岡・山口の場合は1号･2号･3号であった。
内容は本家『ザ!鉄腕!DASH!!』とほぼ同じだが規模が小さく、ロケ地はほぼ千葉県内で完結していた。
スタジオでの進行役は当時フリーアナウンサーだった今泉清保（本家のネット局・福岡放送の元アナウンサー、現・青森テレビのアナウンサー）が務め、番組内では福澤朗（当時日本テレビアナウンサー）の“ジャストミート!!”をもじって“ジャストフィット今泉”と名乗っていた。他に研ナオコのポジションにあたる「ミス木更津」との肩書が付いた女性がおり、番組中は一言も声を発しなかったが、本家放送中のときに木更津との中継で声を出した。
1999年3月ごろから本家に噂が伝わり、検証が始まった。しばらくはすれ違いを繰り返していたが、同年5月23日の放送にて日本テレビとケーブルテレビ局のスタジオを中継で結び、これまで謎の存在とされてきたTOKIQと『鉄骨!DASH!!』を全国的に明らかにした。のちにメンバーの一部が本家の企画にも顔を出すようになり、交流が盛んになった。
以後も番組は続けられたが、1999年12月14日に長瀬似のミャンマー人が語学勉強のために渡米（理由などの詳細は鉄骨!DASH!!サイトに掲載）した様子が収録され、本家で2000年2月13日に放送された翌週よりその他メンバーが本家へ出演することはなくなり、番組も終了した模様。以後の本家ではTOKIQや鉄骨のことを話題にすることはなく、番組終了後の彼らの行方は不明となっている。本家の2012年6月3日の総集編で、TOKIQ出演の企画が放送されたが、TOKIQの顔にはボカシがかけられていた。ただし、本家の2021年3月28日放送の3時間SP（TOKIOを卒業した長瀬最終出演回）では再びTOKIQの件が似顔絵と一部のVTRにより紹介されていた。
TOKIQの名は本家の方で1998年6月の日曜日昼間（午後）の番宣特番で「TOKIOに似た人（TOKIQ）募集します」と呼びかけられた時が初登場であった。しかし結局集まらなかったためかその後1度も登場していない。
『鉄骨!DASH!!』は当時の木更津ケーブルテレビのほかの番組と比べ格段に制作力や内容のクオリティが高く、確実に浮いた存在であった。企画・製作段階でなんらかの形で本家日本テレビが携わっていたことをうかがわせるかのように、セットの一部には深夜時代の本家のものが使われていたり、この番組のカメラマンが元本家のスタッフだったという事実が本家で明らかにされているほか、公式ホームページは日本テレビのサーバー上に（2025年現在も）存在する。そもそもなぜ関東キー局制作・全国区の地上波テレビ番組のパロディを堂々と地方のケーブルテレビ局が制作できたのか、真相は不明である。

### おもな鉄骨!DASH!!の挑戦
- 300円でどこまで行けるか !?[2]
- ダンプ城島出勤 !![2]
- 300歩で成田から帰ってこれるか !?[2]
- ストリートマジシャン いくら稼げるか !?
- 大森君に海苔を届けろ!! 〜自転車長瀬 vs 船〜[2]
- カルガモ隊長は川を流れ海まで出られるか !?[2]
- リレー対決!! 〜TOKIQ vs 遊覧トラクター〜[2]